# Haworthia akaonii
Haworthia akaonii är en grästrädsväxtart som beskrevs av M. Hayashi. Haworthia akaonii ingår i släktet Haworthia och familjen grästrädsväxter. Inga underarter finns listade i Catalogue of Life.